# Azes I

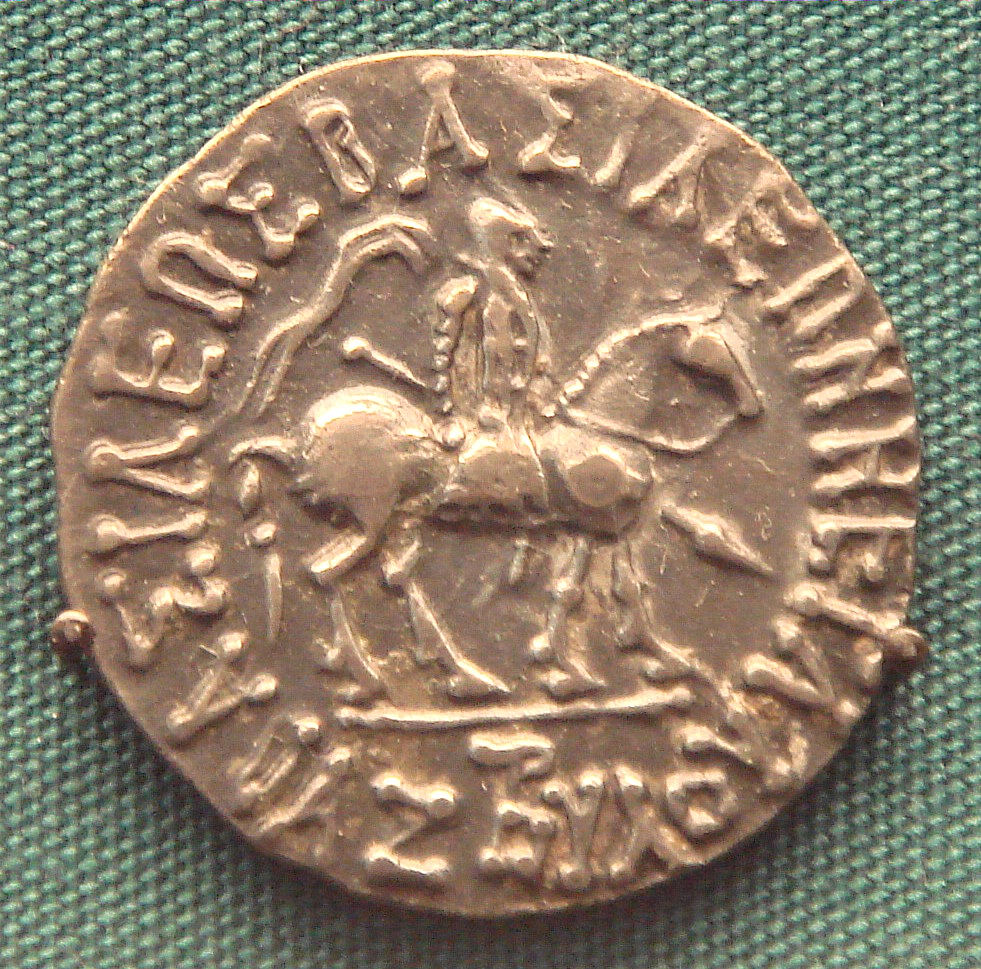
Moneda de Azes I (c. 48/47 @– 25 a. C.).
Anv: Azes I en vestido militar, a caballo, lanza en ristre. Leyenda griega: BASILEOS BASILEON MEGALOU AZOU "del Gran Rey de Reyes Azes".

Azes I (griego: Ἄζης; c. 48/47 a. C.– 25 a. C.) fue un gobernante indoescita que completó la dominación de los escitas en Gandhara.

## Historia

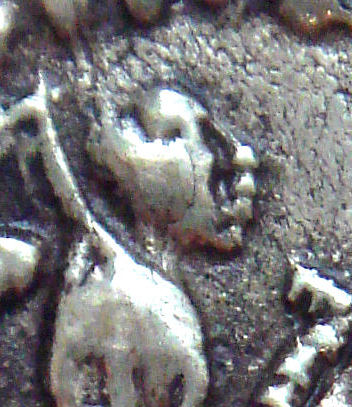
Moneda de Azes I, retrato del rey (detalle).

A pesar de que Maues y sus sucesores habían conquistado las áreas de Gandhara, así como el área de Mathura en 85 a. C., no tuvieron éxito contra los reyes indogriegos que quedan detrás del río Jhelum, en el Punyab oriental.

## La Era Azes

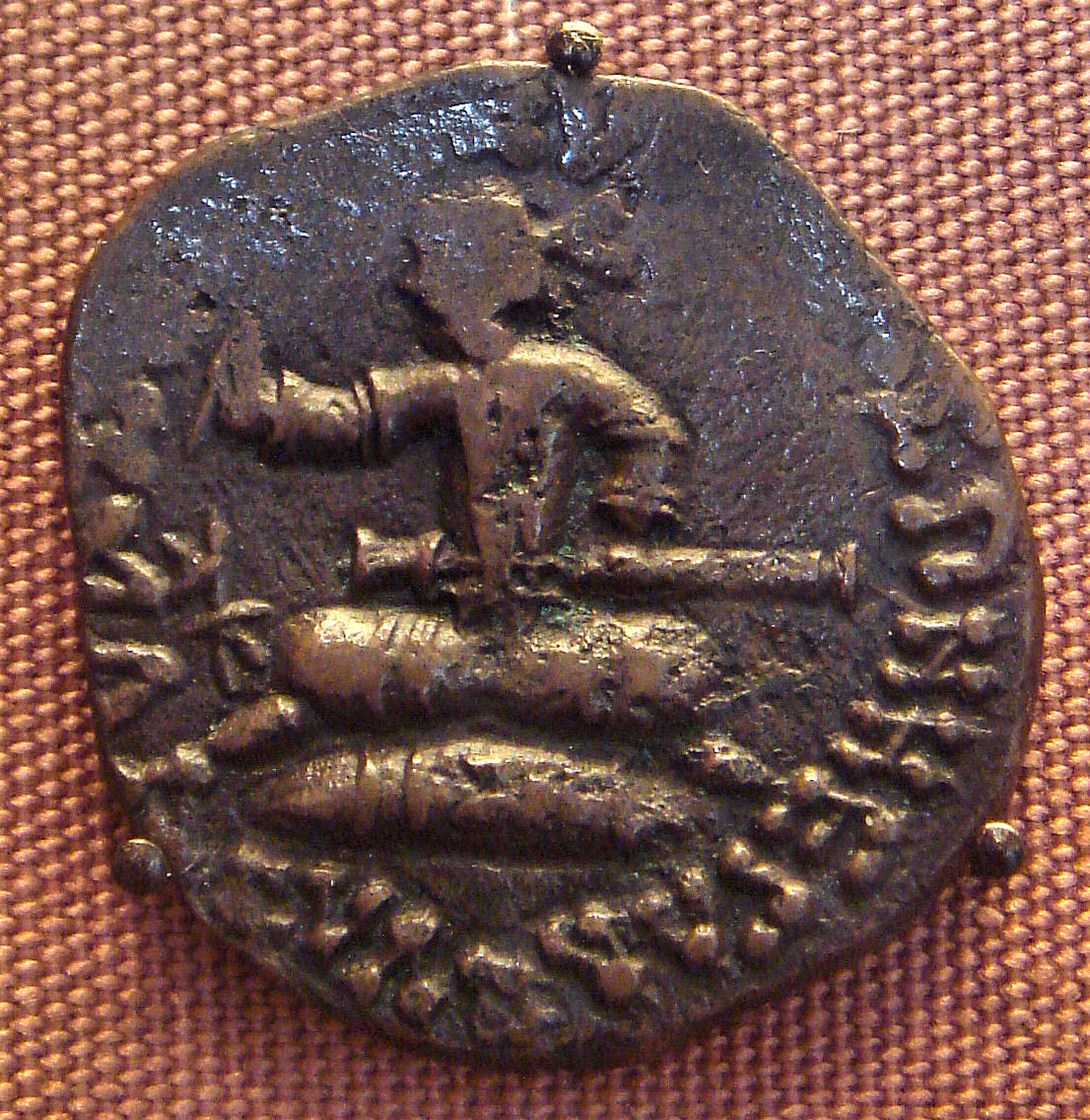
Moneda de Azes mostrando al rey. Museo Británico.

El legado más duradero de Azes fue la fundación de la Era que lleva su nombre. Se creía que la era fue iniciada por los sucesores de Azes, sencillamente continuando el cómputo de sus años de reinado. Sin embargo, el profesor Harry Falk ha presentado recientemente una inscripción en varias conferencias, que data el reinado de Azes, y sugiere que la era puede haber sido iniciada por el mismo Azes. Historiadores más populares datan el inicio de la era Azes en 58 a. C. y creen que es igual que la era más tardía conocida como Malwa o Vikrama. Sin embargo, una inscripción recientemente descubierta, fechada en las eras Azes y griega, sugiere que en realidad no es este el caso. La inscripción da la relación Azes = griega + 128. Se ha creído que la era griega puede haber empezado en 173 a. C., exactamente 300 años antes del primer año de la Era de Kanishka. Si ese es el caso, entonces la era Azes empezaría aproximadamente en 45 a. C.
Según Sénior, Azes I puede haber sido idéntico que Azes II, debido al descubrimiento de una reacuñación del anterior sobre el último.